# Grlj
Grlj je priimek več znanih Slovencev:
- Božo Grlj (*1958), filmski in televizijski režiser, scenarist
- Dimitrij Grlj (*1936), kulturni in prosvetni delavec, zborovodja, šolnik
- Milan Grlj (1904–1981), rimskokatoliški duhovnik